# Phacodinium
Phacodiniida, Phacodiniidae
Ordre
Famille
Genre
Phacodinium, unique représentant de la famille des Phacodiniidae et de l’ordre des Phacodiniida, est un genre de Ciliés de la classe des Spirotrichea.

## Étymologie
Le nom de genre Phacodinium, est dérivé du grec φακο / faco, « lentille », et de δῖνος / dinos, « tournoiement », littéralement « lentille tournoyante ».

## Description
Selon Denis H. Lynn (d) (2010) les espèces du genre Phacodinium ont les caractéristiques de la sous-classe des Phacodiniidia, à savoir les suivantes : une taille, moyenne(80‑200 µm). Leur forme est ovoïde, comprimée latéralement. Elles vivent en nage libre. 
Elles ont un cortex avec une pellicule rigide et côtelée (= cuirasse) et des alvéoles bien développées. Leur ciliature somatique est disposée en rangées largement espacées, de polycinéties linéaires de 6 à 8 kinétosomes avec des cils délicats. Ils n’ont que quelques polycinéties somatiques de type cirrus, composés de deux rangées de kinétosomes. Leur région orale est longue, avec une zone adorale de polycinéties oraux bien visibles, se terminant au niveau du cytostome, très près du pôle postérieur de l'organisme. La zone parorale se compose d’une série de courtes files de kinétosomes orientées obliquement. Leur macronoyau est en forme de fer à cheval. Ils ont de multiples micronoyaux. Vacuole contractile et cytoprocte sont présents. Elles se nourrissent de bactéries, de microalgues et de protistes plus petits qu’eux-mêmes.

## Habitat
Selon Denis H. Lynn (2010), Phacodinium vit principalement en eau douce et dans des milieux terrestres (par exemple, la mousse des arbres).
Selon Eugène Penard (1922), ce cilié vit « dans les mousses, au pied des arbres et sur les vieux murs ».

## Liste des espèces
Selon GBIF (27 octobre 2024) :
- Phacodinium metchnikoffi (Certes, 1891) Kahl, 1932
- Phacodinium muscorum Prowazek, 1900 espèce type[4]
- Phacodinium spec (Certes, 1891) Prowazek, 1900
- Phacodinium truncatum Dumas, 1930

## Systématique
Le nom valide complet (avec auteur) de ce taxon est Phacodinium Prowazek, 1900.
Phacodinium a pour synonyme :
- Conchophthirius Certes, 1891